# Melanotus punctolineatus
Melanotus punctolineatus là một loài bọ cánh cứng trong họ Elateridae. Loài này được Pelerin miêu tả khoa học năm 1829.